# Saint-Jean-de-Paracol
Saint-Jean-de-Paracol é uma comuna francesa na região administrativa de Occitânia, no departamento de Aude. Estende-se por uma área de 7,08 km². Em 2010 a comuna tinha 128 habitantes (densidade: 18,1 hab./km²).